# Московский автомобильно-дорожный колледж имени Алексея Александровича Николаева
Московский автомобильно-дорожный колледж имени Алексея Александровича Николаева (Сокращённо МАДК) — Государственное бюджетное профессиональное образовательное учреждение среднего профессионального образования города Москвы, основанный в 1929 году и названный в честь Алексея Николаева. Находится в Москве, по адресу Бакунинская улица, д.81. С 2000 года в колледже работает музей истории автомобильных дорог России. Имеет 3 филиала в Москве. Занимает 6-е место в рейтинге лучших колледжей Москвы.

## История
С конца XIX века в Москве стала расти нужда в автоработниках. Автомобильные колледжи стали основываться по просьбе местных властей с целью научить людей управлять транспортными средствами.
Колледж был основан в советской Москве в 1929 году под первоначальным названием «Московский техникум по автоэксплуатации». После основания Московского техникума по эксплуатации в заведении проводились курсы местного транспорта для подростков старшего возраста.
В 1950-х годах техникум готовил специалистов по специальностям: «строительство и эксплуатация автомобильных дорог и мостов», «строительные и дорожные машины и оборудование», «эксплуатация и ремонт автотранспорта». При техникуме имелись механические мастерские и полигон.
8 апреля 1988 года распоряжением № 324 Совета Министров РСФСР техникуму было присвоено имя в честь Алексея Николаева.
В 1988 году ко Дню Победы в техникуме был открыт музей дорожных войск. По сведениям 1991 года, в музее насчитывалось около 2 тысяч экспонатов: документы, фотографии, ордена, медали, личные вещи воинов-дорожников.
В 2000 году в колледже был открыт музей истории автомобильных дорог России.

## Известные выпускники
- Алексей Николаев — Министр автомобильных дорог РСФСР
- Анатолий Насонов — руководитель Федерального дорожного агентства Министерства транспорта Российской Федерации[12].
- Дмитрий Вонлярский — Ветеран Великой Отечественной войны, гвардии старшина первой статьи.

## Публикации и издания
- Ремонт автомобилей и двигателей: Учеб. для студ. сред. проф. учеб. заведений / В. И. Карагодин, Н. Н. Митрохин. — 2-е изд., стер. — М.: Издательский центр «Академия», 2003. — 496 с. ISBN 5-7695-1125-7. Авторами являются преподаватели колледжа[13][14].